# Leźno Wielkie
Leźno Wielkie – jezioro w woj. kujawsko-pomorskim, w powiecie brodnickim, w gminie Brzozie, leżące na terenie Garbu Lubawskiego. Północno-wschodni brzeg jeziora stanowi granice gminy i zarazem całego powiatu brodnickiego. Około 1 kilometra na zachód od jeziora znajduje się wieś Wielkie Leźno.

## Dane morfometryczne
Powierzchnia zwierciadła wody według różnych źródeł wynosi od 84,0 ha przez 86,1 ha do 86,2 ha.
Zwierciadło wody położone jest na wysokości 130,6 m n.p.m. lub m n.p.m. Średnia głębokość jeziora wynosi 5,5 m, natomiast głębokość maksymalna 14,5 m.
W oparciu o badania przeprowadzone w 2000 roku wody jeziora zaliczono do II klasy czystości i II kategorii podatności na degradację.
W roku 1992 wody jeziora również zaliczono również zaliczono do wo II klasy czystości.